# Playa Railay
Playa Railay (en tailandés: อ่าวไร่เลย์) es el nombre de una playa y una pequeña península situada entre la ciudad de Krabi y Ao Nang en el país asiático de Tailandia. Es accesible solamente por bote debido a los altos acantilados de piedra caliza de cortan el acceso. Estos acantilados atraen a escaladores que todo el mundo, pero la zona es también muy popular por sus hermosas playas y la atmósfera tranquila y relajante. El alojamiento va desde los bungalows baratos y populares entre los mochileros y los escaladores, hasta la famosa estación de Rayavadee para gente adinerada. Las cuatro áreas principales de Railay consisten en Pranang, Railay Oeste, Railay Este y Tonsai, esta última destinada a atender sobre todo a los escaladores.